# Lijst van burgemeesters van Noord-Polsbroek
Dit is een lijst van burgemeesters van de voormalige Nederlandse gemeente Noord-Polsbroek tot die gemeente in 1857 met Zuid-Polsbroek fuseerde tot de gemeente Polsbroek.
| Ambtsperiode | Naam burgemeester         | Partij of stroming | Bijzonderheden |
| ------------ | ------------------------- | ------------------ | --- |
| 1811 - 1816  | Hanzo Lemstra van Buma    |                    | maire, 1813 schout, tevens maire en schout van Benschop                                                                                      |
| 18?? - 1835  | Dirk Blanken              |                    | schout/burgemeester, tevens schout/burgemeester van Zuid-Polsbroek                                                                           |
| 1835 - 1850  | Hermanus (H.) Blanken Dz. |                    | tevens burgemeester van Zuid-Polsbroek, zoon van voorganger                                                                                  |
| 1850 - 1857  | Jacobus Lemstra van Buma  |                    | tevens burgemeester van Zuid-Polsbroek, Benschop (1818-1868), Hoenkoop (1852-1868) en Willeskop (1850-1868); zoon van Hanzo Lemstra van Buma |